# Suntem morți cu toții
Suntem morți cu toții (în hangul: 지금 우리 학교는)  este un serial de televiziune sud-coreean de groază de apocalipsă zombie cu adolescenți. În rolurile principale au interpretat Park Ji-hu, Yoon Chan-young, Cho Yi-hyun, Lomon, Yoo In-soo, Lee Yoo-mi, Kim Byung-chul, Lee Kyu-hyung și Jeon Bae-soo

## Episoade
Suntem morți cu toții este format dintr-un sezon cu 12 episoade a cca. 53 - 72 minute episodul. Sezonul I a fost lansat integral pe Netflix pe piața internațională la 29 ianuarie 2022.
| Nr. | Titlu        | Data lansării    |
| --- | ------------ | ---------------- |
| 1   | „Episode 1”  | 28 ianuarie 2022 |
| 2   | „Episode 2”  | 28 ianuarie 2022 |
| 3   | „Episode 3”  | 28 ianuarie 2022 |
| 4   | „Episode 4”  | 28 ianuarie 2022 |
| 5   | „Episode 5”  | 28 ianuarie 2022 |
| 6   | „Episode 6”  | 28 ianuarie 2022 |
| 7   | „Episode 7”  | 28 ianuarie 2022 |
| 8   | „Episode 8”  | 28 ianuarie 2022 |
| 9   | „Episode 9”  | 28 ianuarie 2022 |
| 10  | „Episode 10” | 28 ianuarie 2022 |
| 11  | „Episode 11” | 28 ianuarie 2022 |
| 12  | „Episode 12” | 28 ianuarie 2022 |

## Vezi și
- Ficțiune apocaliptică și postapocaliptică
- Lista de programe originale distribuite de Netflix